# Riquin von Kerssenbrock
Riquin von Kerssenbrock (* im 15. Jahrhundert; † 25. März 1498) war Domherr in Paderborn und Münster.

## Leben

### Herkunft und Familie
Riquin von Kerssenbrock entstammte dem ostwestfälischen Adelsgeschlecht Kerssenbrock. Er war der Sohn des Ritters Riquin von Kerssenbrock zu Brinke und Barntrup (1429–1473) und dessen Gemahlin Sophia von Möllenbeck (1429–1472 Erbin zu Barntrup). Hermann von Kerssenbrock war sein Neffe.

### Wirken
Am 12. April 1461 findet Riquin als Domherr zu Paderborn erstmals urkundliche Erwähnung. Von 1476 bis 1479 war er Propst des Kollegiatstifts St. Peter und St. Andreas in Paderborn. 1487 wurde er Domherr in Münster. In Paderborn übernahm er das Amt des Dombursars. In dieser Funktion trug er die Verantwortung über die Finanzen des Domkapitels. 